# 斯塔維
49°51′29″N 30°40′35″E / 49.85806°N 30.67639°E
斯塔維（烏克蘭語：Стави）是位於烏克蘭北部的村莊，由基辅州奧布希夫區的卡哈爾利克市鎮負責管轄。該村始建於1550年，面積7.68平方公里，海拔高度160米，2001年人口1,555，人口密度每平方公里202.6人。